# Jean Yanoski
Jean Yanoski (1813–1851) est un historien français, connu notamment pour son étude sur l'esclavage au Moyen Âge.

## Biographie
Né le 9 mars 1813 à Lons-le-Saunier d'un père polonais et d'une mère française, Jean Yanoski étudie au lycée de Versailles, puis entre à l'École normale en 1833, et obtient l'agrégation d'histoire et géographie en 1836. Professeur d'histoire à Dijon puis au collège Henri-IV à Paris, il a collaboré au Dictionnaire encyclopédique, édité par Philippe Le Bas chez Firmin Didot, et qui parut en douze volumes de 1840 à 1845, puis, en 1850, avec Victor Duruy, Auguste Filon (en) et Louis Lacroix, à un ouvrage en deux volumes sur l'Italie antique. Il a également dirigé la Nouvelle Revue encyclopédique de 1846 à 1848. Après la révolution de février 1848, Jean Yanoski tentera vainement de se faire élire aux élections législatives des 23 et 24 avril 1848, organisées pour la création de l'Assemblée nationale constituante.
De santé fragile, Jean Yanoski meurt prématurément à l'âge de 37 ans, le 1er février 1851, à Paris. De nombreuses personnalités assisteront à ses funérailles, dont Jules Michelet (dont il fut l'élève à l'École normale), Amédée Thierry, Edgar Quinet, Étienne Vacherot, Henri Wallon et Charles Lagrange.

## Publications sélectives
- L'Afrique chrétienne, collection « L'Univers – Histoire et description de tous les peuples : Afrique, Carthage, Numidie et Mauritanie, Afrique chrétienne », Firmin Didot Frères, Paris, 1844 (lire en ligne).
- Histoire de la domination des Vandales en Afrique, collection « L'Univers – Histoire et description de tous les peuples : Afrique, Carthage, Numidie et Mauritanie, Afrique chrétienne », Firmin Didot Frères, Paris, 1844 (lire en ligne).
- Collection de chroniques, mémoires et autres documents pour servir à l'histoire de France depuis le commencement du treizième siècle jusqu'à la mort de Louis XIV, Firmin Didot Frères, Paris, 1846 (lire en ligne).
- Syrie ancienne et moderne (avec Jules A. David), collection « L'Univers pittoresque », Firmin Didot Frères, Paris, 1848 (lire en ligne).
- Italie ancienne : Annales (avec Victor Duruy, Auguste Filon (en) et Louis Lacroix), collection « L'Univers pittoresque », Firmin Didot Frères, Paris, 1850 (lire en ligne).
- Italie ancienne : Institutions, mœurs et coutumes (avec Victor Duruy, Auguste Filon et Louis Lacroix), collection « L'Univers pittoresque », Firmin Didot Frères, Paris, 1851 (lire en ligne).
- De l'abolition de l'Esclavage ancien au Moyen-Âge, et de sa transformation en servitude de la glèbe, Imprimerie Impériale, Paris, 1860 (lire en ligne).

## Sources
- Frédéric Lock, « Nécrologie : Jean Yanoski », Journal général de l'instruction publique et des cultes, volume 20, no 23, Paris, mercredi 19 mars 1851, p. 141 (lire en ligne)
- « L'historien Jean Yanoski, de l'École normale au collège de France », sur le site Textesrares.com